# Château de Brou
Pour les articles homonymes, voir Brou (homonymie) et Château de Brou (Noyant-de-Touraine).
Le château de Brou est un château français situé dans la commune de Brou-sur-Chantereine, dans le département de Seine-et-Marne. Il date du XVIIe siècle. La superficie totale de la propriété est actuellement de 35 hectares (12 hectares de parc et 23 hectares de forêt).
Il est classé au titre des monuments historiques en 1984.

## Histoire

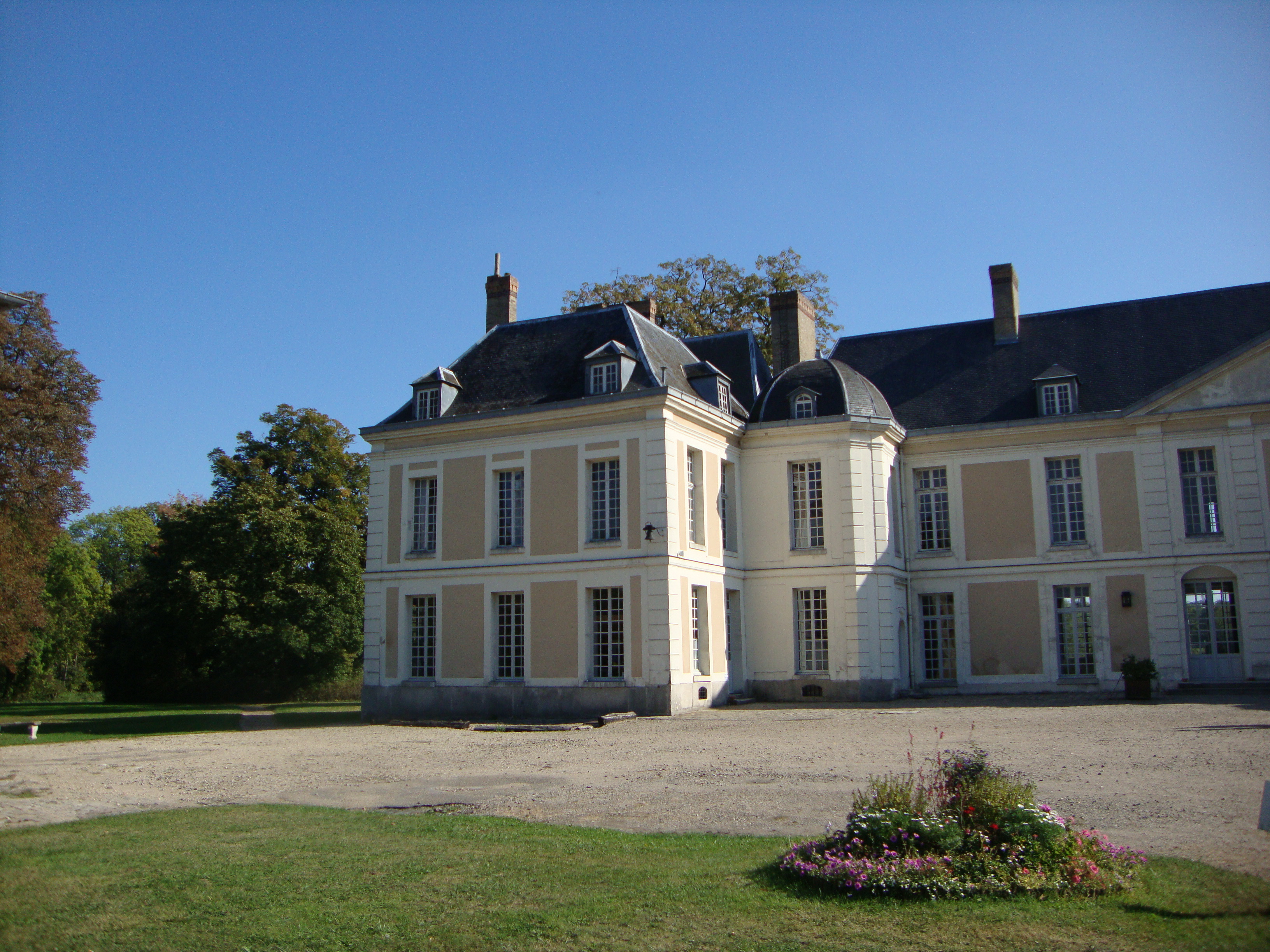
Vue de l'aile gauche à l'arrière du château.

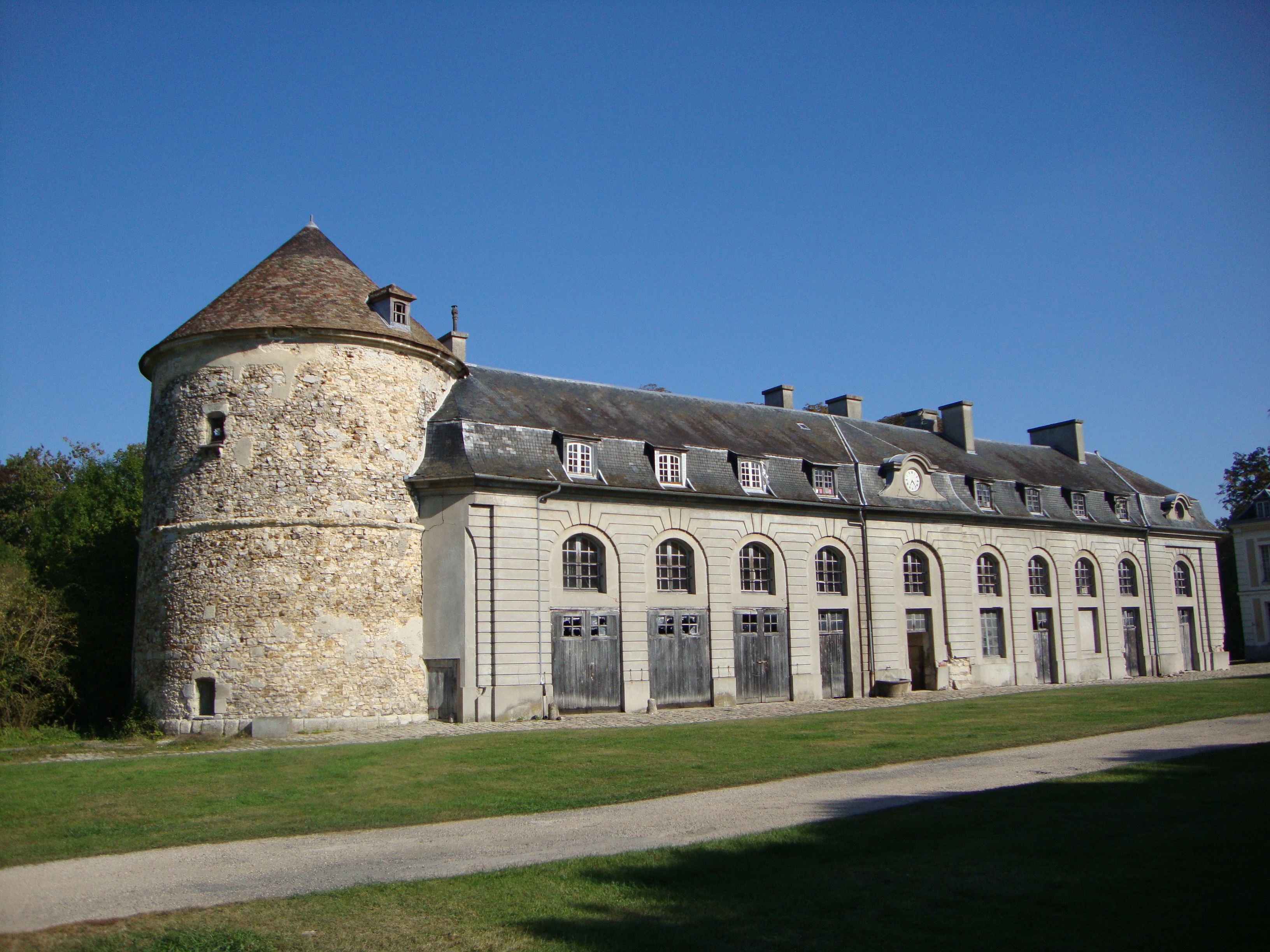
Pigeonnier et communs au nord du château.

Le fief de Brou est acquis le 13 mars 1608 par Denys Ier Feydeau, important financier issu de la famille Feydeau, famille originaire de Felletin dans la Marche, alors qu'il vient d'entamer un processus d'anoblissement par l'acquisition le 21 janvier 1608 d'une charge de secrétaire du roi. Denis Feydeau est ensuite fermier général et conseiller d'État (à brevet) sous Henri IV. Il est par ailleurs connu pour être parent de Savinien de Cyrano de Bergerac.
Il s'y trouve à l'époque un pigeonnier vraisemblablement construit en 1545, ce qui en fait la plus ancienne construction du château. Le château en lui-même est réédifié dans la deuxième moitié du XVIIe siècle et devient la résidence de campagne de cette branche de la famille Feydeau connue sous le nom de Feydeau de Brou, illustre lignée d'intendants royaux et de conseillers d'État.
Au siècle suivant, il fait l'objet d'importants travaux avec notamment la suppression d'un escalier dans le vestibule central ce qui permet de gagner de la place dans les chambres de l'étage. Il est remplacé par deux autres escaliers aménagés dans chacune des deux ailes, sur la façade nord. Il est alors propriété de Paul Esprit Feydeau de Brou (1682-1767) qui fut nommé par Louis XV garde des sceaux de France en 1762.
Le domaine, agrandi du fief de Pomponne, limitrophe, est érigé en marquisat en faveur de son fils Antoine-Paul-Joseph Feydeau en 1761 ; et signe de l'importance de cette famille d'origine marchoise depuis trois siècles au service des Bourbons (ducs du Bourbonnais et comtes de la Marche, puis rois de France), son petit-fils Charles-Henri Feydeau (1754-1802), marquis de Brou et par ailleurs propriétaire du marquisat de Dampierre-en-Burly et du comté de Gien, fait partie des maîtres des requêtes invités à assister au sacre de Louis XVI en 1775, puis obtint les "entrées de la chambre du roi" le 13 mai 1783.
Charles-Marie-Chrétien Le Clerc de Juigné, fils de Caroline Feydeau de Brou, comtesse de Juigné, vend le domaine en 1844 à Charles-Floréal Thiébaut, fondeur en bronzes d'art à Paris, dont les propriétaires actuels du château sont les descendants. En 1984, il est classé aux monuments historiques et les façades sont restaurées entre 1989 et 1992. 
Il peut être loué pour des réceptions (mariages, séminaires, etc.), des tournages, des séances photo, etc.

## Architecture

### Dépendances
Le pigeonnier, qui est situé dans la partie nord du parc, date de 1545. Il est constitué de deux étages qui accueillaient les pigeons dans des boulins creusés à même les murs. Il est construit sur une cave circulaire qui servait à entreposer les fruits, deux petites fenêtres permettaient une ventilation nécessaire pour conserver ces derniers. Il est accolé aux communs qui servaient d'écuries. Une vasque à chevaux est toujours visible sur la façade de ce bâtiment.

## Tournages

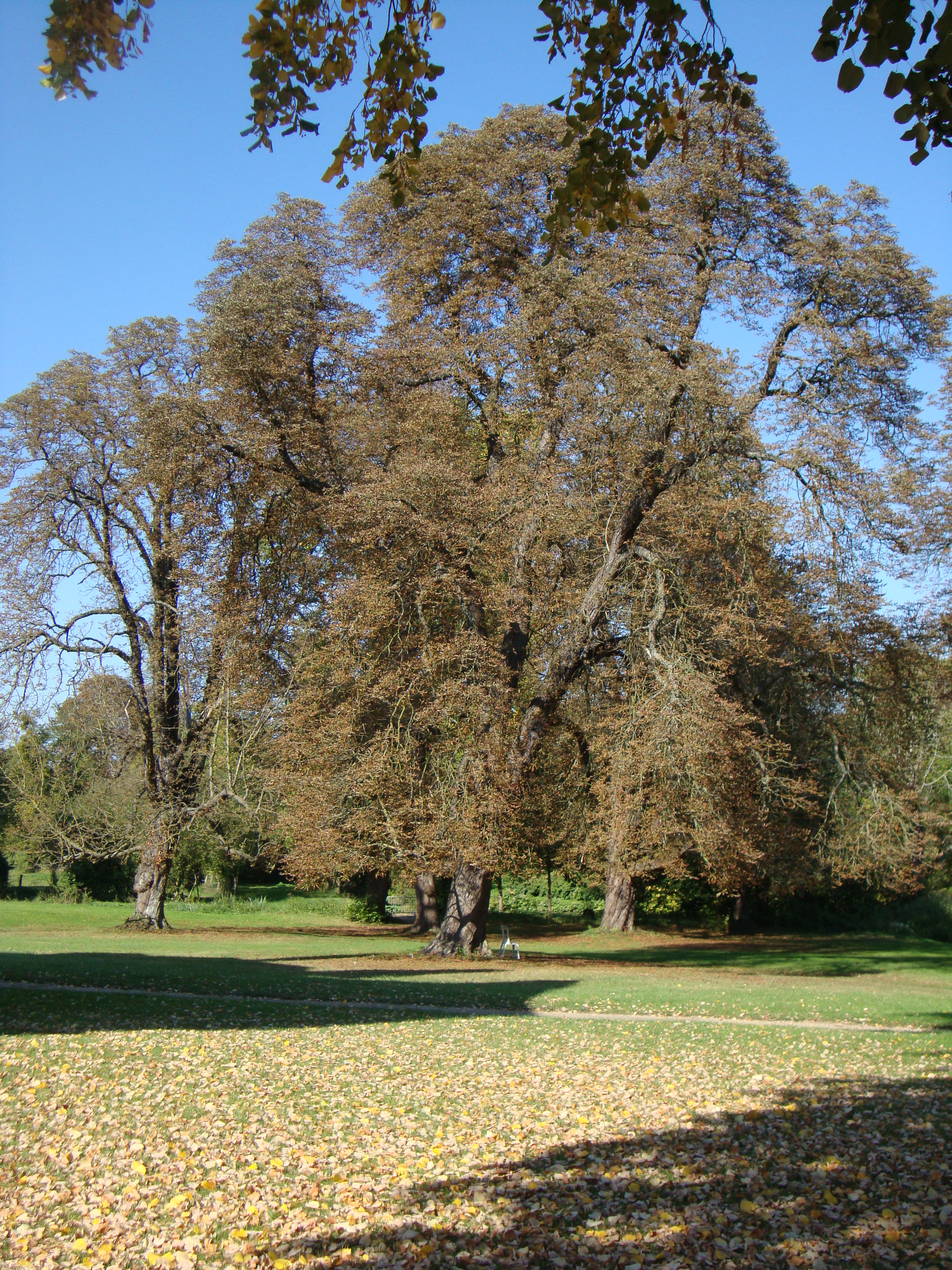
Parc du Château

Le château a entre autres servi de cadre pour différents tournages pour :
- 1951 : Caroline chérie de Richard Pottier
- 1986 : clip Libertine chanté par Mylène Farmer, réalisé par Laurent Boutonnat
- 1986 : clip Voyage, voyage de Desireless
- 1989 : La Grande Cabriole de Nina Companeez[6]
- 1990 : Moi, Général de Gaulle de Denys Granier-Deferre[7]
- 1990 : Transit de René Allio[8]
- 2007 : Le Deuxième Souffle d'Alain Corneau
- Épisode de la série R.I.S Police scientifique